# 知識 (卡巴拉)
Da'at 或 Daas（英文：Knowledge；希伯来文：דעת [ˈdaʕaθ]；中文：知识）在犹太教神秘主义体系（即卡巴拉）中，位于生命之树中。在Da'at 所在之处，生命之树的十个质点合为一体。
在Da'at中，所有质点都存在于无限共享的完美之处。生命之树左列的三个质点接受并隐藏神性之光，但并不分享或显露光。由于所有质点都播散着无限而无私的神性之光，质点间将不能再区分彼此，因此十个质点合为一体。
在质点的图示表示中，Da'at通常不会被描绘，从某种意义上说，这被认为是“空位”，其它任何质点的宝石都能嵌入其中。神性之光的光辉一直闪耀，透过Da'at或隐藏或显现，但无人能见。这种或隐藏或显现的变化并非源于Da'at自身，而似乎是源于Malkuth中的人类视角。只有位于Malkuth（中文：王国）处才能察觉这种变化。那些如神性之光般无私的人会看到光，Da'at的神性之光的福祉将会为他们“显现”。而自私之人则看不到光，福祉也会对他们“隐藏”。

## 视Da'at为典型的质点
Da'at并非质点，但它却是合为一体的十个质点。然而有时Da'at会被视为质点并取代Keter，这相当于——使用Da'at从有限创造的观点角度来表现Keter无限大的“映像”（或“内部尺寸”）。因此，Da'at沿生命之树中轴线出现于质点构成中，位于Kether的正下方。这种关系所对应的是嵌入于人类的神的形象（即Tzelem elohim （页面存档备份，存于）），以及小脑。

## 层次
Da'at会在两个层次起作用：
1. 较高层次，被称为Da'at Elyon （页面存档备份，存于）（“较高层次的知识”）或者 Da'at hane'elam（“隐藏的知识”），这会确保才智的两种更高层次能量 ——chochmah（中文：智慧）与Binah（中文：理解）——能够持久结合。
2. 较低层次，被称为Da'at Tachton （页面存档备份，存于） （“较低层次的知识”）或者 Da'at hamitpashet（“扩展的知识”），这会确保才智能够将与情感世界连接为一个整体 ，从而增强信心，决心依基要真理行事，并将之融入意识之中。